# Niederdruckanschlussverordnung
Die Niederdruckanschlussverordnung (NDAV) ist eine deutsche Rechtsverordnung, die am 1. November 2006 mit Zustimmung des Bundesrates erlassen wurde. Sie regelt die Allgemeinen Bedingungen, zu denen Netzbetreiber nach § 18 Abs. 1 des Energiewirtschaftsgesetzes jedermann in Niederdruck an ihr Gasversorgungsnetz der allgemeinen Versorgung anzuschließen und den Anschluss zur Entnahme von Gas zur Verfügung zu stellen haben als Bestandteil der Rechtsverhältnisse über den Netzanschluss an das Gasversorgungsnetz der allgemeinen Versorgung (Netzanschluss) und die Anschlussnutzung, soweit sie sich nicht ausdrücklich allein auf eines dieser Rechtsverhältnisse beziehen.
Die Niederdruckanschlussverordnung löste die Verordnung für die Gasversorgung von Tarifkunden nach der Neuregelung des Energiewirtschaftsrechts im Jahre 2005 ab (BGBl. I S. 1970).
Die Niederdruckanschlussverordnung mit Stand vom 29. August 2016 ist als Anhang A.2 in der TRGI 2018 enthalten.
Die Verordnung gilt für alle nach dem 12. Juli 2005 abgeschlossenen Netzanschlussverhältnisse (Anschlussnutzungsverhältnisse).
Der Anschlussnehmer wird definiert als "jedermann im Sinne des § 18 Abs. 1 Satz 1 des Energiewirtschaftsgesetzes, in dessen Auftrag ein Grundstück oder Gebäude an das Niederdrucknetz angeschlossen wird, oder im Übrigen jeder Eigentümer oder Erbbauberechtigte eines Grundstücks oder Gebäudes, das an das Niederdrucknetz angeschlossen ist".
Anschlussnutzer "ist jeder Letztverbraucher, der im Rahmen eines Anschlussnutzungsverhältnisses einen Anschluss an das Niederdrucknetz zur Entnahme von Gas nutzt".
Netzbetreiber im Sinne der Verordnung ist "der Betreiber eines Gasversorgungsnetzes der allgemeinen Versorgung im Sinne des § 18 Abs. 1 Satz 1 des Energiewirtschaftsgesetzes".
In Teil 2 – Netzanschluss werden Regelungen getroffen zu
- Herstellung, Art und Betrieb des Netzanschlusses, Kostenerstattung/Baukostenzuschüsse, Grundstücksbenutzung,
- Inbetriebsetzung und Überprüfung der Gasanlage samt Druckregelgeräten und "besonderen Einrichtungen".

Teil 3 – Anschlussnutzung regelt neben der Nutzung des Anschlusses die Unterbrechung der Nutzung und Haftungsfragen bei Störungen
In Teil 4 – Gemeinsame Vorschriften werden im "Abschnitt 1 – Anlagenbetrieb und Rechte des Netzbetreibers" der "Betrieb von Gasanlagen und Verbrauchsgeräten" samt "Eigenerzeugung" sowie Zutrittsrecht und Messeinrichtungen des Netzbetreibers geregelt und erklärt, dass dieser berechtigt ist, in Form von Technischen Anschlussbedingungen (TAB) "weitere technische Anforderungen an den Netzanschluss und andere Anlagenteile sowie an den Betrieb der Anlage einschließlich der Eigenanlage festzulegen", sowie die Anforderungen den allgemein anerkannten Regeln der Technik entsprechen. "Der Anschluss bestimmter Verbrauchsgeräte kann von der vorherigen Zustimmung des Netzbetreibers abhängig gemacht werden". Die Zustimmung darf aber "nur verweigert werden, wenn der Anschluss eine sichere und störungsfreie Versorgung gefährden würde".
Im "Abschnitt 2 – Fälligkeit, Folgen von Zuwiderhandlungen, Beendigung der Rechtsverhältnisse Zahlung, Verzug" werden Zahlung und Verzug, "Unterbrechung des Anschlusses und der Anschlussnutzung", "Kündigung des Netzanschlussverhältnisses", "Beendigung des Anschlussnutzungsverhältnisses" sowie deren "fristlose Kündigung oder Beendigung" geregelt.
Die Schlussbestimmungen legen den Gerichtsstand fest und treffen Übergangsregelungen.
Die Novelle von 2021 ergänzt mit Wirkung vom 1. Januar 2022 die Regelungen zum Installateurverzeichnis als § 13a.